# 網走市
網走市（日语：／ Abashiri shi */?）位於日本北海道東部（道東），為鄂霍次克綜合振興局轄下城市，也是鄂霍次克綜合振興局辦公室所在地，地處北見市以東約50公里。網走市北邊面向鄂霍次克海，境內多丘陵。市中心位於網走川出海口附近，並延伸到周邊海岸附近的平地。西北部有能取湖，中部有網走湖，東部則有濤沸湖，皆位於網走國定公園的範圍內。若按照字母排序的話，網走(Abashiri)是日本排序最前的市町村。
位於美岬的水曲柳樹林被選為日本「森之巨人百選」之一。濤沸湖則在2005年被登記為拉姆薩爾條約濕地，市內的卯原內地區的珊瑚草群則被選定為日本紅葉名勝100選之一。
城市名稱來自阿伊努語的發音，但目前對原始意義有不同的見解，包括：
1. 「ci-pa-sir」：意思為我們發現的土地。
2. 「apa-sir」：意思為入口的土地或者漏水的土地。
3. 「cipa-sir」：意思為祭壇的島。

## 歷史
- 1872年3月：成立北見國網走郡，並設置網走村。
- 1875年：改使用漢字名稱（網走村）。
- 1890年：設置釧路集治監獄網走分監和網走外役所（現在的網走監獄的前身）。
- 1891年：由於集治監收容者的強制勞動，完成往北見方面的道路。
- 1897年11月：北海道實施支廳制，現在的轄區在當時分屬：網走郡網走村、北見町、勇仁村、新栗履村、能取村、最寄村、娜寄村、濤沸村、藻琴村。[7]
- 1902年4月1日：
  - 網走村、北見町、勇仁村、新栗履村合併為網走町，並成為北海道二級町。
  - 能取村、最寄村合併為能取村，同時成為北海道二級村。
  - 娜寄村、濤沸村、藻琴村合併為藻琴村，同時成為北海道二級村。
- 1915年4月1日：能取村和藻琴村併入網走町，網走町並成為北海道一級町。
- 1921年4月1日：網走町的舊網走村區域分村設置女滿別村（現在已併入大空町）。
- 1931年：與女滿別町之間的邊界重新劃分。
- 1947年2月11日：網走町的舊藻琴村部份區域分村為東藻琴村（現在已併入大空町）。同時網走町改制為網走市，脫離網走郡之管轄。

## 交通

### 機場
- 女滿別機場（位於大空町）

### 港口
- 網走港（日本重要港灣）

### 鐵路
- 北海道旅客鐵道
  - 石北本線：呼人車站 - 網走車站
  - 釧網本線：網走車站 - 桂台車站 - 鱒浦車站 - 藻琴車站 - 北濱車站

### 道路
| 一般國道 - 國道39號 - 國道238號 - 國道244號 - 國道334號 主要地方道 - 北海道道23號網走停車場線 - 北海道道76號網走公園線 - 北海道道102號網走川湯線 - 北海道道104號網走端野線 | 道道 - 北海道道246號小清水女滿別線 - 北海道道248號嘉多山美幌線 - 北海道道467號榮濱小清水線 - 北海道道490號中園網走停車場線 - 北海道道591號嘉多山卯原內停車場線 - 北海道道683號大觀山公園線 - 北海道道767號明生北濱線 - 北海道道1010號能取三眺線 - 北海道道1083號網走港線 - 北海道道1087號網走常呂自行車道線 |

## 觀光景點

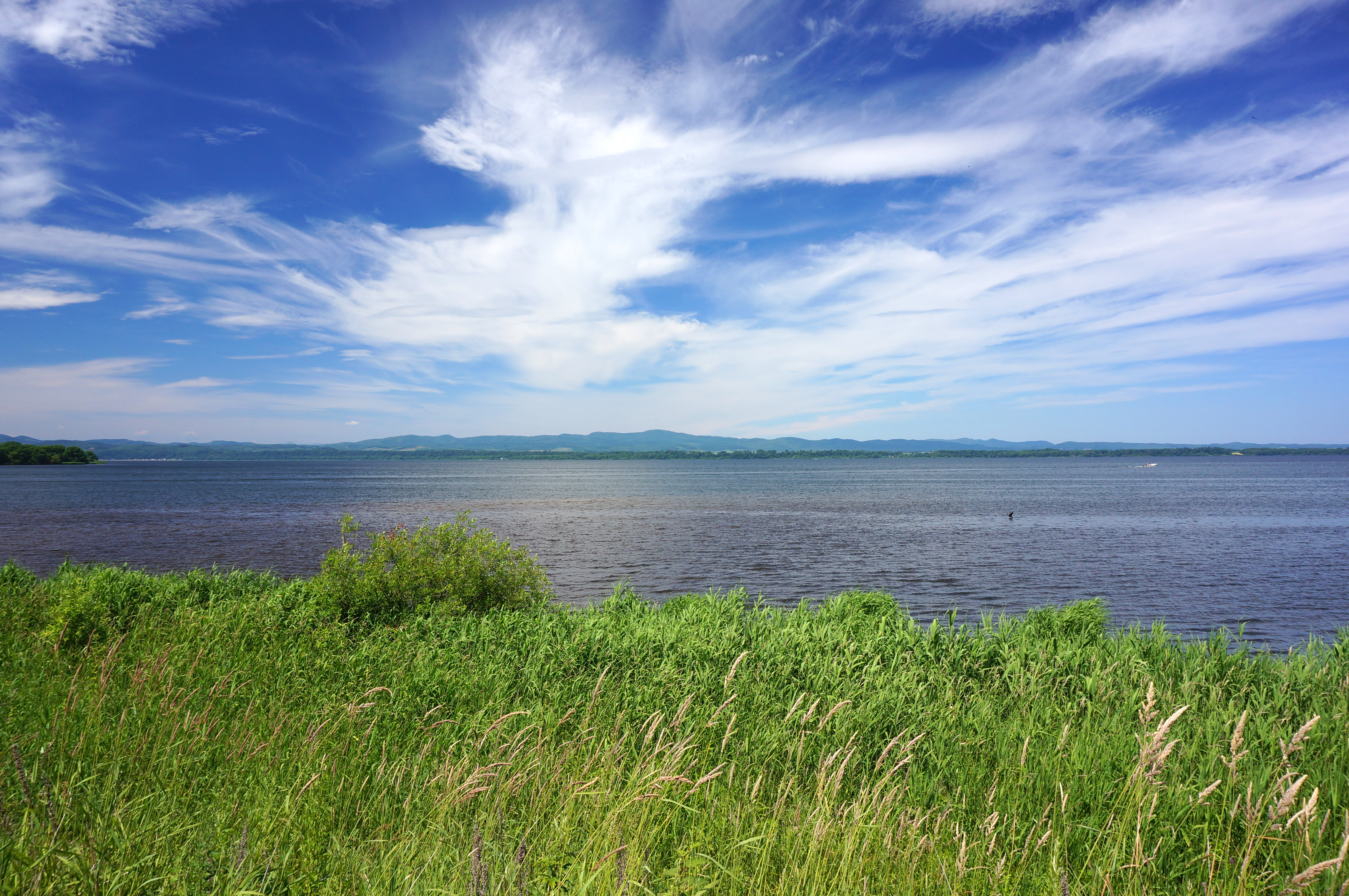
呼人地區的網走湖

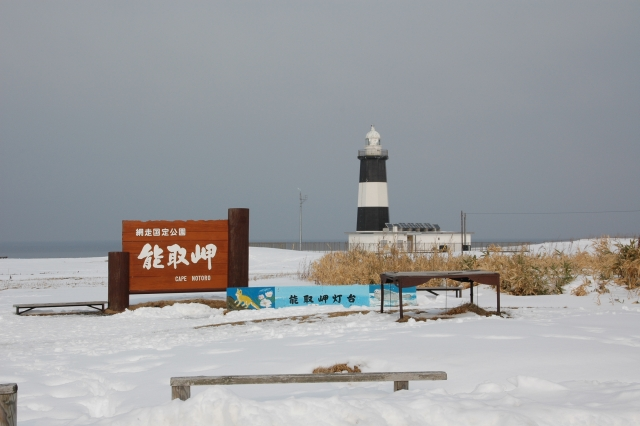
能取岬

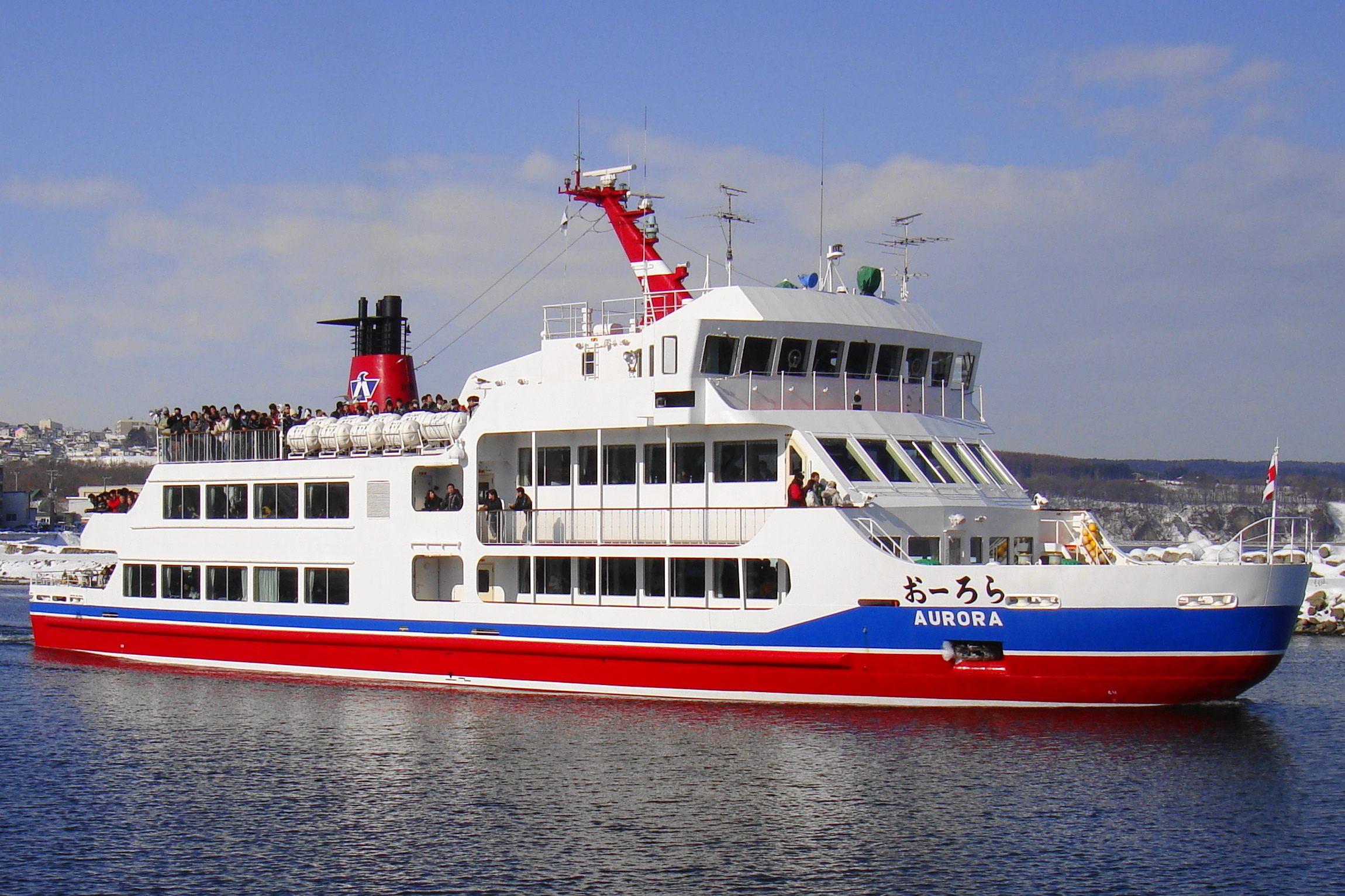
網走流冰观光破冰船

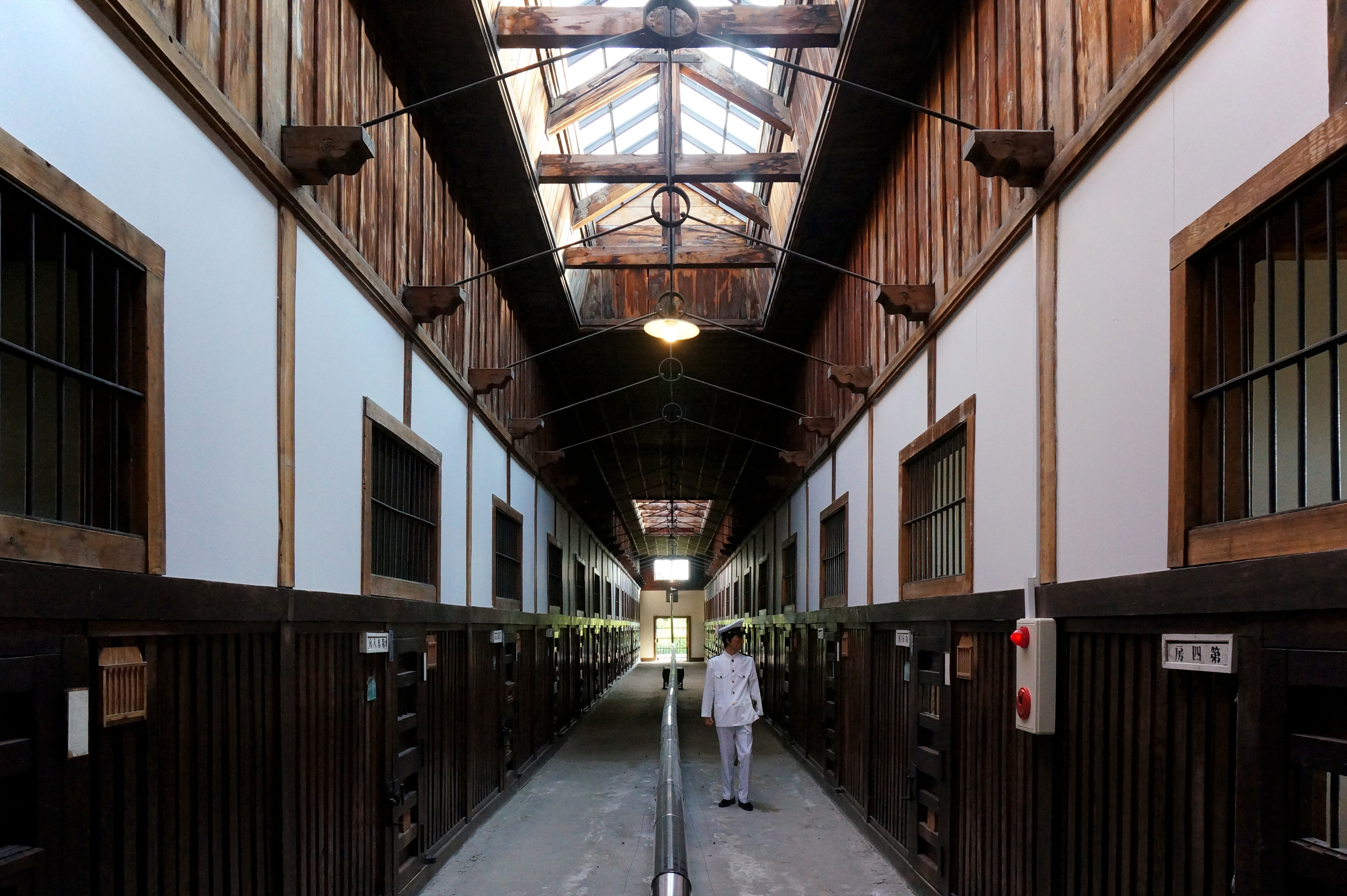
博物館網走監獄

- 流冰：每年視狀況在1月下旬至3月上旬間會抵達岸邊。
- 網走刑務所
- 博物館網走監獄
- 網走湖
- 網走湖畔溫泉
- 網走市立鄉土博物館
- 網走市立美術館
- 北海道立北方民族博物館
- 鄂霍次克流冰館
- 能取湖
- 珊瑚草群落：9月份時可見到
- 最寄貝塚
- 流冰觀光破冰船「極光」
- 網走國定公園
- 網走感動朝市：每年夏季舉行的觀光朝市
- 桂岡砦跡：國家指定史跡[8]
- 最寄貝塚：國家指定史跡
- 天都山：國家指定名勝
- 永專寺山門：市指定有形文化財
- 鱒浦稻荷神社匾額：市指定有形文化財
- 網走神社匾額：市指定有形文化財
- 柱狀節理岩石：市指定天然記念物

## 以網走為背景的作品
- 電影
  - 網走番外地
  - 想要擁抱妳
  - 哥吉拉vs王者基多拉
  - 刑務所之中
  - 生命奇蹟小狐狸（香港：子狐物語）
  - 非诚勿扰
- 音樂
- 動畫
  - 烏龍派出所特別篇13集-網走到東京的列車大暴走！兩津vs功夫老奶奶
  - 黃金神威

## 教育

### 大學
- 東京農業大學鄂霍次克校區

### 高等學校
| - 道立北海道網走向陽高等學校 - 道立北海道網走南丘高等學校 | - 私立網走高等學校 |

### 中學校
| - 網走市立第一中學校 - 網走市立第二中學校 - 網走市立第三中學校 | - 網走市立第四中學校 - 網走市立第五中學校 - 網走市立呼人中學校 |

### 小學校
| - 網走市立網走小學校 - 網走市立潮見小學校 - 網走市立中央小學校 - 網走市立西小學校 - 網走市立西丘小學校 | - 網走市立白鳥台小學校 - 網走市立東小學校 - 網走市立南小學校 - 網走市立呼人小學校 |

### 特殊學校
- 網走養護學校

## 姊妹市・友好都市

### 日本
- 糸滿市（沖繩縣）：締結友好都市於2001年12月1日。[9]
- 厚木市（神奈川縣）：締結友好都市於2005年2月5日。[10]
- 天童市（山形縣）：締結相互交流協定於2004年4月24日。[11]

### 海外
- Port Alberni（加拿大 不列顛哥倫比亞）：締結於1986年2月9日。[12]

## 本地出身的名人
- 居串佳一：畫家。
- 緒方昇：前相撲力士、關脇北之洋。
- 小尾元政：配音員。
- 川村湊：文毅評論家。
- 木村庄之助 (32代)：前相撲裁判，本名澤田郁也。
- 櫻田一男：職業摔角選手，出賽名為。
- 夏見円：冬季奧運日本滑雪代表。

## 居民種族
- 阿伊努族：為北海道原住民。
- 大和族：來自本州。
- 鄂罗克族：樺太原住民，在二次大戰後，日本撤出樺太時來到網走。
- 尼夫赫族：樺太原住民，在二次大戰後，日本撤出樺太時來到網走。
- 朝鮮族：日本統治朝鮮時，被強迫遷至網走進行勞動工作。
- 俄羅斯族：來自俄羅斯的貿易者。

## 外部連結
- （日語）網走市旅遊網站
- （日語）網走市觀光協會 （页面存档备份，存于）